# Anwiksziki
Anwiksziki (sanskr. - badanie, wnikanie; trl. dewanagari: ānvīkṣikī) – pojęcie w filozofii indyjskiej oznaczające wczesny nurt filozoficzny, z którego wykształciła się njaja (w okresie vātsyāyany ānvīkṣika była uznawana za jej synonim). Od około VII wieku słowo to przestało być używane dla oznaczenia filozofii, jako takiej (zastąpiło je darśana).
Ćanakja Kautilja był zdania, iż anwikszika obejmuje systemy sankhji, jogi oraz Ćarwakai. Znajomość anwikszikii była przedstawiana, obok znajomości trzech Wed, polityki (daṇḍanīti) i rolnictwa (vārtā), jako obowiązkowa dla władcy.
W czasach vātsyāyany podkreślane było, iż anwikszika nie może być sprowadzana do wiedzy o samym atmanie gdyż zawierałaby się wtedy w Wedach. Zaznaczano także, że jej istotnym elementem jest nauka na temat m.in. dyskusji oraz wnioskowania, jako źródłach wątpliwości i założeń prawdziwego poznania (pramāṇa) czy członów sylogizmu (anumanā).